# ویگو لارسن
ویگو لارسن (دانمارکی: Viggo Larsen؛ ‏ ۱۴ اوت ۱۸۸۰ – ۶ ژانویهٔ ۱۹۵۷) بازیگر، فیلم‌نامه‌نویس، تهیه‌کننده فیلم و کارگردان فیلم اهل دانمارک بود.
از فیلم‌های او می‌توان به پسر هانیبال اشاره کرد.